# Jövedelemazonosság
A jövedelemazonosság a makroökonómia egyik legfontosabb összefüggése. Lényegét így fogalmazhatjuk meg:
A jövedelemazonosság pusztán logikai eszközökkel belátható. Ugyanis egy jószág értékesítésével a jószág előállítója annak piaci értékével megegyező jövedelemhez jut, a vásárlónak pedig ez ugyanekkora kiadást jelent. Az azonosság ugyan a készletek – vagyis a megtermelt, de még nem eladott javak – miatt valójában nem állna fenn, de annak érdekében, hogy mégis teljesüljön, a készleteket egyfajta beruházásnak tekintjük (készletberuházás), és értéküket a jószág előállítójának jövedelmeként és kiadásaként is számításba vesszük.
A jövedelemazonosságot gyakran írjuk fel a következő alakban:
Y jelöli az összgazdasági kibocsátást, vagyis a megtermelt javak összértékét. C a fogyasztás, I a beruházás, G a kormányzati vásárlások, NX pedig a nettó export (export mínusz import) jele.
Az egyenletet kétféleképpen is értelmezhetjük.
- A jövedelemazonosság szerint az összkibocsátás (Y) megegyezik a gazdasági szereplők összkiadásával, vagyis a háztartások (fogyasztás), a vállalatok (beruházás), a kormányzat és a külföld kiadásainak összegével.
- A jövedelemazonosság szerint a gazdasági szereplők összjövedelme (ami azonos az összkibocsátással, Y-nal) megegyezik az összes kiadásukkal.

Az egyenlőség akkor is teljesül, ha a kibocsátást, fogyasztást, beruházást stb. reálértéken, vagyis nem folyó árakon, hanem valamilyen módon az árszínvonal hatásától „megtisztítva”, például múltbeli árakon vesszük számításba.

## Megtakarítás és beruházás
A jövedelemazonosság talán legfontosabb következményét a következő levezetés szolgáltatja. Jelölje T a kormányzat által a háztartásoktól beszedett adók összértékét, F a kormányzati transzfereket (támogatások, segélyek stb.), Sh a háztartások által megtakarított pénzösszeget, Sk pedig a kormányzati megtakarítást (ez többnyire negatív, ilyenkor deficitről szoktunk beszélni). Ekkor – a fogyasztás és a kormányzati vásárlások definíciójának felhasználásával – felírható az alábbi két azonosság:
- C = Y – T + F – Sh
- G = T – F – Sk

Ezeket a jövedelemazonosságba helyettesítve:
0 = -Sh + I – Sk + NX

A bal oldalon látható kifejezés tulajdonképpen nem más, mint a háztartások, a kormányzat és a külföld megtakarításainak összege, tehát a gazdasági szereplők összes megtakarítása, amit S-sel jelölhetünk. (Feltételezzük, hogy a vállalatoknak nincs megtakarítása.) Így:
Vagyis a jövedelemazonosságból következik, hogy egy gazdaságban az összes megtakarítás egyenlő az összes beruházással. Mivel pedig a levezetés fordítva is elvégezhető, úgy is mondhatjuk, hogy a jövedelemazonosság és a megtakarítás-beruházás egyenlőség egymással ekvivalens állítások.